# Komunistyczna Partia Robotnicza Niemiec
Komunistyczna Partia Robotnicza Niemiec (niem. Kommunistische Arbeiterpartei Deutschlands; KAPD) – antyparlamentarna i lewicowo-komunistyczna partia działająca w Niemczech w czasach Republiki Weimarskiej. Założona w kwietniu 1920 w Heidelbergu po rozłamie wewnątrz Komunistycznej Partii Niemiec (KPD). Początkowo partia pozostawała „sympatyzującym członkiem Międzynarodówki Komunistycznej”. W 1922 KAPD rozpadła się na dwie frakcje, z których obie utrzymywały tę nazwę, ale mówi się o nich jako KAPD Frakcja Esseńska i KAPD Frakcja Berlińska.
Frakcja Esseńska powiązana była z Komunistyczną Międzynarodówką Robotniczą.
Ugrupowanie Entschiedene Linke („Zdeterminowana Lewica”) jednogłośnie postanowiło przystąpić do KAPD na swoim zjeździe z 4–6 czerwca 1927.
Partia publikowała gazetę pod tytułem Kommunistische Arbeiter-Zeitung.

## Historia

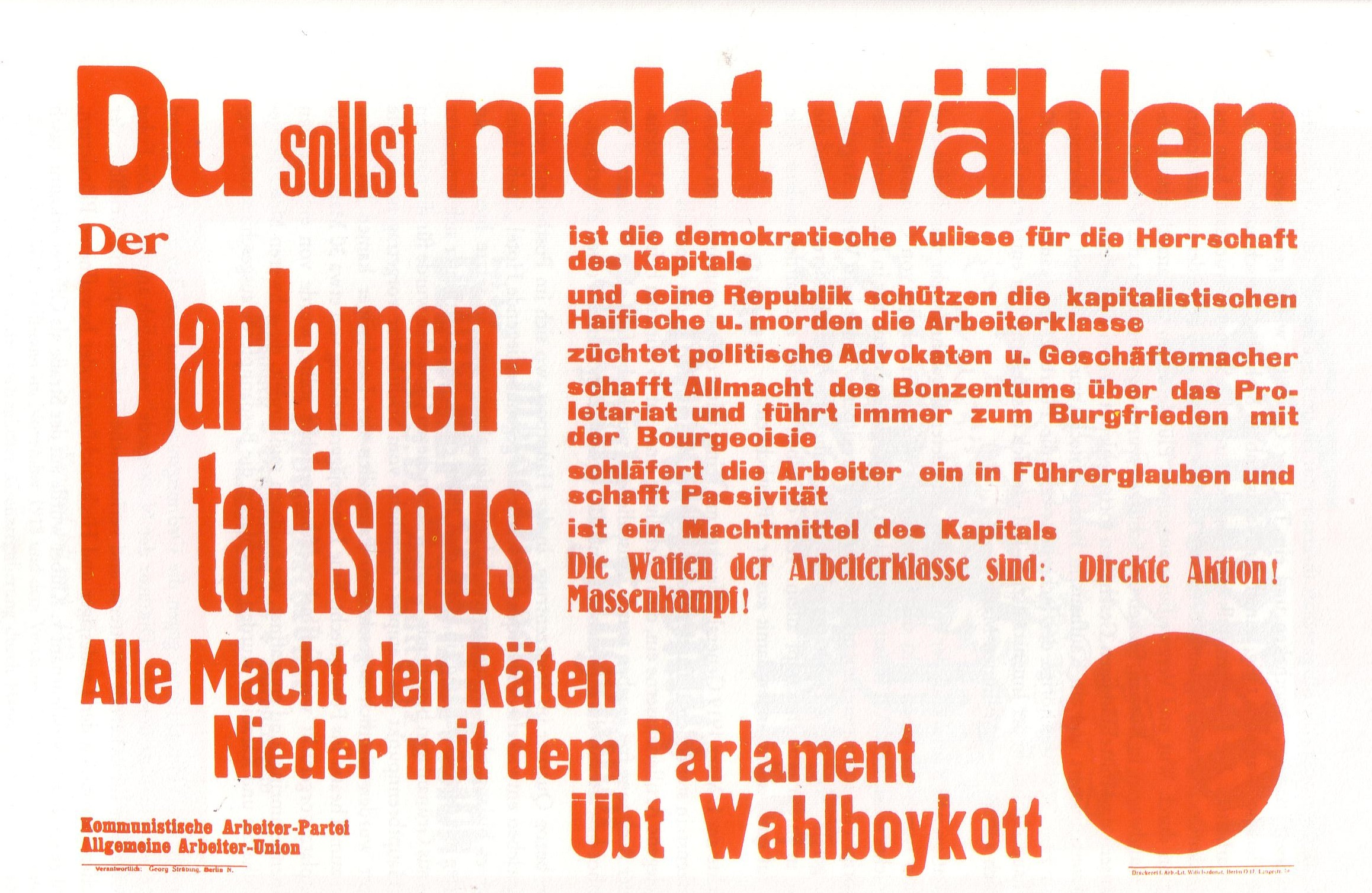
Plakat wydany przez KAPD / AAUD w 1919 r.

Korzenie KAPD sięgają lewicowego rozłamu z Socjaldemokratycznej Partii Niemiec (SPD), nazywającego się Międzynarodowymi Socjalistami Niemiec (ISD). ISD składało się z elementów znajdujących się na lewo od Związku Spartakusa Róży Luksemburg i Karla Liebknechta. Spartakusowcy i ISD wstąpili do Niezależnej Socjaldemokratycznej Partii Niemiec (USPD), centrowego rozłamu z SPD, w 1915 jako autonomiczna tendencja wewnątrz partii. Lewe skrzydło USPD, składające się ze spartakusowców i ultralewicowych komunistów rad utworzyło Komunistyczną Partię Niemiec (KPD) w 1918. W 1920 ultralewicowcy z tej partii, składający się głównie z „komunistów rad”, którzy pochodzili z ISD, dokonali rozłamu aby utworzyć KAPD.
KAPD utworzona została 3 kwietnia 1920 przez członków lewicy KPD, którzy zostali wykluczeni z konferencji partyjnej w Heidelbergu (20–23 października 1919) przez centralne przywództwo z Paulem Levim na czele. Ich głównym celem było natychmiastowe obalenie demokracji burżuazyjnej i ustanowienie dyktatury proletariatu, chociaż sprzeciwiali się jednopartyjnej dyktaturze modelu rosyjskiego. KAPD odrzuciła leninowską formę organizacji razem z centralizmem demokratycznym, udziałem w wyborach, działalnością w reformistycznych związkach zawodowych, w przeciwieństwie do KPD. Holenderscy teoretycy komunistyczni Anton Pannekoek i Herman Gorter odegrali ważną rolę wewnątrz KAPD; wzorując się na niej stworzyli Komunistyczną Partię Robotniczą Holandii (KAPN), która jednak nigdy nie osiągnęła podobnego statusu co KAPD.
Początki ustanowienia KAPD sięgają puczu Kappa-Lüttwitza. W oczach lewego skrzydła KPD wydarzenie to pokazało, że zachowanie przywództwa KPD było jednoznaczne z porzuceniem walki rewolucyjnej, ponieważ stanowisko KPD wobec strajku generalnego zmieniało się kilka razy, a w porozumieniu z Bielefeld z 24 marca 1920 zgodziła się ona na rozbrojenie Armii Czerwonej Zagłębia Ruhry. Grupa berlińska ogłosiła 3 kwietnia 1920 kongres lewicy. Tam postanowiono sformować KAPD. Delegaci, zgodnie z szacunkami, stanowili 80 000 członków KPD. Nowo powstała partia opowiadała się za zakończeniem działalności parlamentarnej i aktywną walką z państwem burżuazyjnym. W nadchodzącym okresie współpracowała blisko z Powszechnym Związkiem Robotniczym Niemiec (AAUD). Głównymi bastionami nowej partii był Berlin, Hamburg, Brema i wschodnia Saksonia, wszędzie tam gdzie znaczna część członków KPD przeszła na stronę tej partii.
W sierpniu 1920 zostali wydaleni dwaj członkowie-założyciele gałęzi hamburskiej, Heinrich Laufenberg i Fritz Wolffheim, propagujący idee narodowo-bolszewickie. Dwa miesiące później wydalony został inny członek założyciel, Otto Rühle. Od 1920 do 1921 r. partia była członkiem Trzeciej Międzynarodówki.
W 1921 r. KAPD znów współpracowała z KPD w ramach akcji marcowej. Wywołało ją wkroczenie oddziałów Republiki Weimarskiej do regionu przemysłowego środkowych Niemiec i obawa KAPD oraz KPD, że wojsko miało zamiar okupować fabryki.
W 1921 r. doszło do kolejnej fragmentacji, kiedy część AAUD skupiona wokół Rühlego, Franza Pfemferta i Oskara Kanehla zerwała z KAPD i utworzył AAUE.
Po 1921 r., kiedy KAPD nadal liczyła ponad 43 000 członków, wpływy partii malały coraz bardziej, i podzieliła się ona w 1922 na Frakcję Berlińską i Esseńską wokół Alexandra Schwaba, Arthura Goldsteina, Bernharda Reichenbacha i Karla Schrödera. Głównym powodem była rezygnacja przez Frakcję Esseńską z udziału w walkach robotniczych w fabrykach w sytuacji postrzeganej jako rewolucyjna.

## Związki lewicowe
AAUD, który powołany został jako organizacje fabryczne w opozycji do tradycyjnych związków zawodowych, dokonał afiliacji z KAPD. AAUD utworzyli niemieccy lewicowcy, którzy uważali organizację opartą na zawodzie za przestarzałą i proponowali zamiast niej organizowanie robotników w oparciu o fabryki. Organizacje fabryczne w AAUD stanowiły podstawę dla organizowania rad robotniczych.
Sekcja pod przewodnictwem Otto Rühlego, skupiona w Essen, odłączyła się od AAUD, tworząc Powszechny Związek Robotniczy Niemiec – Tendencja Esseńska (AAUD-E).

## Stosunki z Kominternem
Delegaci KAPD na II Światowym Kongresie Kominternu zostali zlekceważeni a ich przemówienia ograniczone do zaledwie dziesięciu minut. Było to w następstwie publikacji Dziecięcej choroby „lewicowości” w komunizmie Lenina, napisanej jako krytyka lewicowych idei KAPD, KAPN i innych partii. Z powodu wykluczającej postawy jaką okazał wobec nich Komintern, KAPD zerwała z Międzynarodówką w 1921. Historyk E.H. Carr przekonywał, że Drugi Światowy Kongres – w pewnym stopniu niezamierzenie i nieświadomie – był pierwszym, który „ustanowił rosyjskie przywództwo nad Kominternem na niezachwianej podstawie.”

## Wybitni członkowie KAPD
- Jan Appel
- Arthur Goldstein
- Herman Gorter
- Anton Pannekoek
- Franz Jung
- Karl Korsch
- Heinrich Laufenberg
- Paul Mattick
- Bernhard Reichenbach
- Otto Rühle
- Karl Schröder
- Ernst Schwarz
- Fritz Wolffheim
- Harry Dyck (1895–1920)
- Fritz Dyck (1899–1920)